# MWC 314
MWC 314, también conocida cómo BD+14º3887 o V1429 Aql es una estrella hipergigante situada en la constelación del Águila. Aunque sea una de las estrellas más luminosas de la Vía Láctea, es demasiado débil para ser vista a simple vista debido al polvo interestelar que existe entre ella y nosotros y que la atenúa notablemente y necesita de un telescopio para su observación. 
Su tipo espectral es B0 y es una candidata a Variable luminosa azul (LBV); su distancia ha sido estimada entre 3 y 4,3 kiloparsecs, y su luminosidad es de más de 1 millón de veces la del Sol en el primer caso, con una masa de 80 masas solares, y más de 3 millones de veces la de éste astro en el segundo. 
Un estudio reciente muestra también que es una estrella Be y además doble; otro muestra que está rodeada por una gran nebulosidad de aspecto bipolar.